# Laura Scarpa
Laura Scarpa (Venezia, 4 febbraio 1957) è una fumettista e illustratrice italiana, fondatrice di riviste quali Scuola di Fumetto e Animals, per la Coniglio Editore.

## Carriera
Inizia a lavorare nel mondo del fumetto alla fine degli anni settanta del XX secolo, per le riviste Linus e le sue successive evoluzioni (Alterlinus, Alter Alter). A queste collaborazioni ne affianca altre con le riviste Orient Express e Corriere dei Piccoli. 
Nel 1979 disegna Moll Flanders, adattamento a fumetti (sceneggiatura di Antonio Tettamanti) del romanzo di Daniel Defoe Fortune e sfortune della famosa Moll Flanders, per la milanese Edizioni Ottaviano, nella collana Grandi fumetti Ottaviano.
Nel 1987 crea il suo personaggio più noto, Martina, che viene pubblicato inizialmente dalla rivista per adolescenti Ragazza In e successivamente, tra il 1991 e il 1994, su Lupo Alberto Magazine.
Con l'argentino Carlos Trillo crea la serie Come La Vita, pubblicata dall'editore Macchia Nera, sia come volumi singoli che sulla sua rivista Blue e successivamente su Mondo Naif della Kappa Edizioni. Oltre che nel mercato italiano la serie è stata distribuita in Germania, Paesi Bassi e Francia.
Dalla sua creazione nel maggio 2002 è la direttrice della rivista Scuola di Fumetto, edita dalla Coniglio Editore
Nella metà del primo decennio degli anni 2000 ha assunto la direzione di Blue, mantenendola anche dopo il cambio che ha portato alla trasformazione in Touch nei primi mesi del 2010
Dal maggio 2009 è anche editore della neonata rivista contenitore ANIMAls, sempre per la Coniglio Editore, che oltre a fumetti ospita anche illustrazioni, narrativa e interviste.
Dal 2011 dirige ascuoladifumetto-online.com, la prima scuola di fumetto online italiana con cui la tradizionale didattica frontale è amplificata dalle nuove ed enormi potenzialità del web. I corsi, di diversi livelli di apprendimento e di specializzazione, sono tenuti da alcuni dei più autorevoli fumettisti italiani contemporanei.
Nel 2012 fonda e dirige l'Associazione Culturale onlus ComicOut, il cui scopo è la promozione, la diffusione e la miglior conoscenza del fumetto, come linguaggio autonomo e come arte.
Laura Scarpa, oltre che disegnatrice di fumetti ed illustratrice, è anche l'autrice e la curatrice di diversi saggi, sempre nell'ambito del fumetto e della sceneggiatura.

## Opere

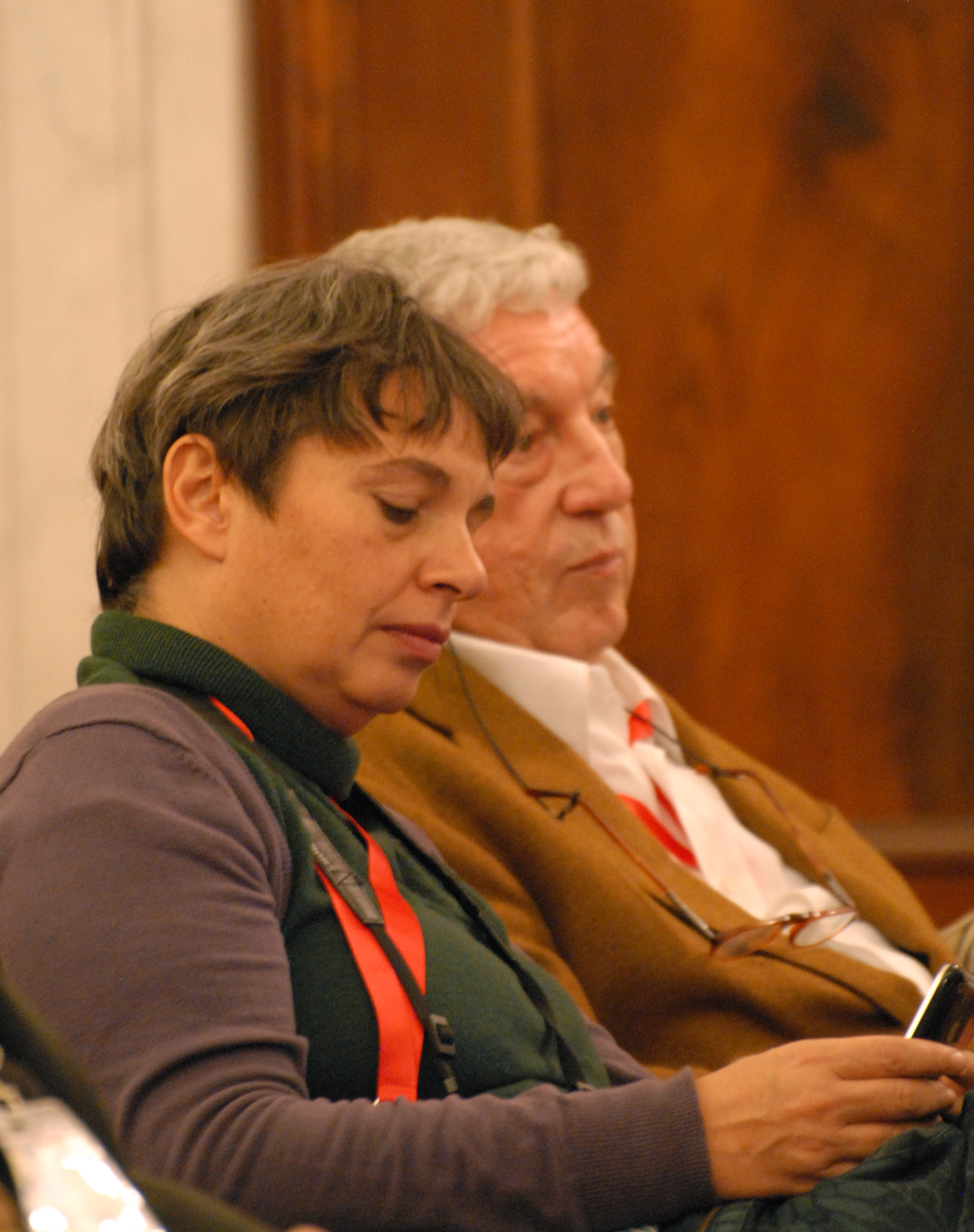
Laura Scarpa e Sergio Bonelli a Lucca Comics & Games 2010

### Fumetti (parziale)
- Venturina veneziana, collana I racconti delle nuvole, L'Isola Trovata, 1980
- con Antonio Tettamanti, Moll Flanders, collana Grandi fumetti Ottaviano, Edizioni Ottaviano, 1979
- Amori lontani, Kappa Edizioni 2006, ISBN 9788874711437
- Caffè a colazione, Coniglio Editore, 2011, ISBN 978-88-6063-282-1

### Saggi
- Laura Scarpa, Praticamente fumetti. Piccolo manuale per diventare autori, Mare Nero editore, 2001, ISBN 9788887495409
- A cura di Laura Scarpa, L'arte della sceneggiatura, Coniglio Editore, 2006, ISBN 8888833722
- Angelo Stano. Ai confini della pittura, i segreti del disegnatore di Dylan Dog, collana Lezioni di fumetto, 2007, ISBN 978-88-6063-000-1.
- Claudio Villa. Il maestro del nuovo realismo a fumetti: da Tex ai Supereroi, con Alessio Trabacchini e Claudio Villa, Coniglio Editore, 2007, ISBN 9788860630018
- Disegnare Dylan Dog, collana Lezioni di fumetto, Roma, ComicOut, 2010, ISBN 978-88-6063-292-0.
- Silvia Ziche. Tra paperi e amori lo specchio deformante, con Andrea Leggeri, Coniglio Editore, 2010, ISBN 9788860632548
- Zerocalcare, collana Lezioni di fumetto, Roma, ComicOut, 2013, ISBN 978-88-9792-604-7.
- Tito Faraci. Una vita a strisce. Il noir e l'ironia da Topolino a Diabolik e Tex, collana Lezioni di fumetto, con Boris Battaglia, Roma, ComicOut, 2014, ISBN 978-88-9792-609-2.
- Roberto Recchioni. La rockstar del fumetto italiano, da John Doe a Orfani e Dylan Dog, collana Lezioni di fumetto, con Sal Tascioni, Roma, ComicOut, 2014, ISBN 978-88-9792-608-5.
- Moreno Burattini. Dalle storie dell'orrore a Zagor e Cico, l'arte e il mestiere di fare fumetti, collana Lezioni di fumetto, Roma, ComicOut, 2015, ISBN 978-88-9792-622-1.
- Giorgio Cavazzano. Uomini, topi ed eroi, collana Art of comics, Roma, ComicOut, 2015, ISBN 978-88-9792-616-0.
- Viva le merende. Abbasso le merendine. Ricordi e ricette per difenderci dai veleni a ogni età, collana Cuochi illustrati, Roma, ComicOut, 2015, ISBN 978-88-9792-613-9.
- Sio di Scottecs. Dalla nascita di Scottecs a Topolino, collana Lezioni di fumetto, Roma, ComicOut, 2016, ISBN 978-88-9792-626-9.
- War painters. (1915-1918). Come l'arte salva dalla guerra, Roma, ComicOut, 2018, ISBN 978-88-9792-657-3.
- AAVV, Leggere Zerocalcare. Guida ai fumetti di un antieroe, Roma, ComicOut, 2020, ISBN 979-12-8059-506-5. (curatrice)
- AAVV, Leggere Zerocalcare 2.0. Nuova guida ai fumetti di un antieroe, Roma, ComicOut, 2022, ISBN 979-12-8059-506-5. (curatrice)